# Aulonocara

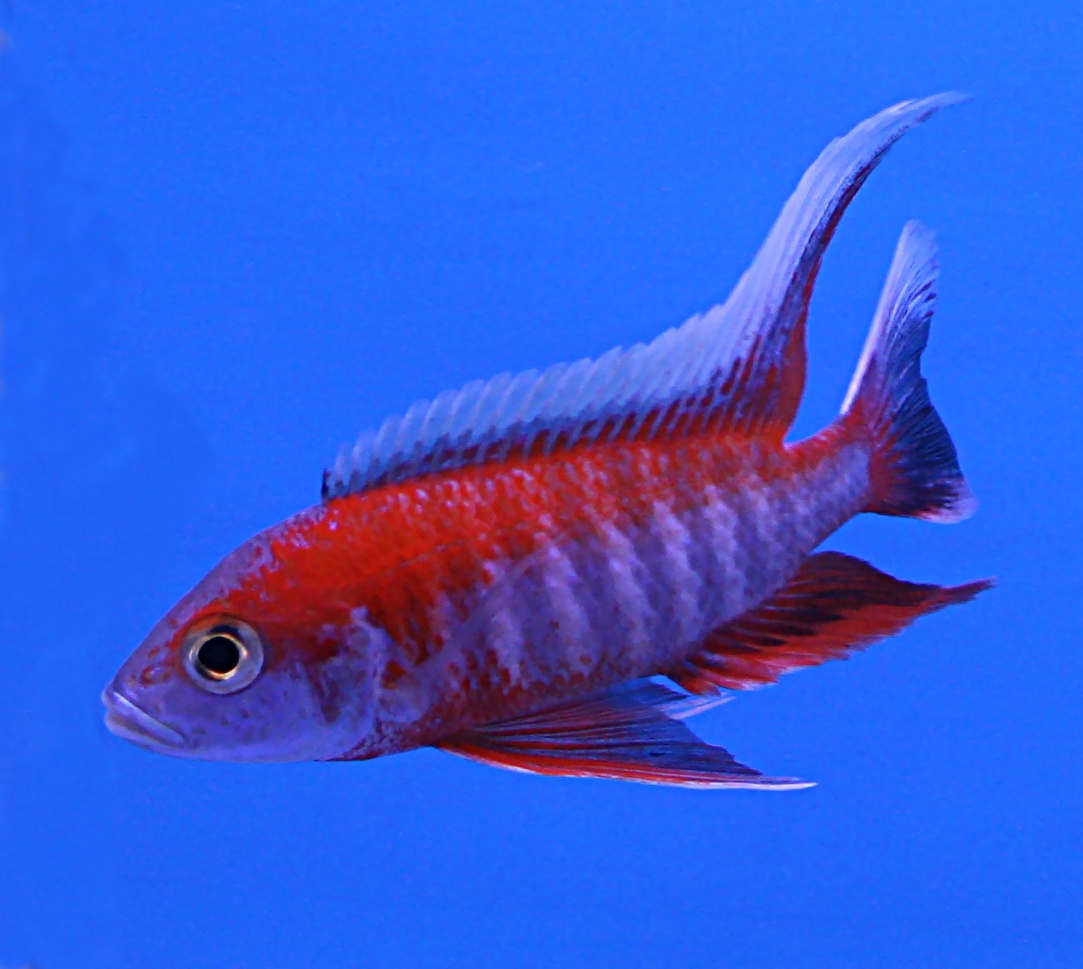
Aulonocara jacobfreibergi

Aulonocara és un gènere de peixos de la família dels cíclids i de l'ordre dels perciformes que és un endemisme del llac Malawi (Àfrica oriental).

## Taxonomia
- Aulonocara aquilonium (Konings, 1995)[3]
- Aulonocara auditor (Trewavas, 1935)[4]
- Aulonocara baenschi (Meyer & Riehl, 1985)[5]
- Aulonocara brevinidus (Konings, 1995)[3]
- Aulonocara brevirostre (Trewavas, 1935)[4]
- Aulonocara ethelwynnae (Meyer, Riehl & Zetzsche, 1987)[6]
- Aulonocara gertrudae (Konings, 1995)[3]
- Aulonocara guentheri (Eccles, 1989)[7]
- Aulonocara hansbaenschi (Meyer, Riehl & Zetzsche, 1987)[6]
- Aulonocara hueseri (Meyer, Riehl & Zetzsche, 1987)[6]
- Aulonocara jacobfreibergi (Johnson, 1974)[8]
- Aulonocara koningsi (Tawil, 2003)[9]
- Aulonocara korneliae (Meyer, Riehl & Zetzsche, 1987)[10]
- Aulonocara macrochir (Trewavas, 1935)
- Aulonocara maylandi (Trewavas, 1984)[11]
  - Aulonocara maylandi kandeensis (Tawil & Allgayer, 1987)[12]
  - Aulonocara maylandi maylandi (Trewavas, 1984)
- Aulonocara nyassae (Regan, 1922)[1]
- Aulonocara rostratum (Trewavas, 1935)[4]
- Aulonocara saulosi (Meyer, Riehl & Zetzsche, 1987)[6]
- Aulonocara steveni (Meyer, Riehl & Zetzsche, 1987)[6]
- Aulonocara stonemani (Burgess & Axelrod, 1973)
- Aulonocara stuartgranti (Meyer & Riehl, 1985)[5]
- Aulonocara trematocephalum (Boulenger, 1901)[13][14][15][16][17][18][19][20][21][22]